# 金晓峰 (1962年)
金晓峰（1962年—），男，中国物理学家，复旦大学物理系教授。主要研究方向为反常霍尔效应的物理机理、薄膜的量子输运、自旋电子学。教育部首批长江学者特聘教授、973计划首席科学家。

## 生平
1983年获复旦大学物理系学士学位。1987年6月至1988年7月，在法国同步辐射中心（LURE）联合培养，1989年获复旦大学物理系博士学位。
1989年起在复旦大学物理系任教，1995年晋升教授。
1994年至今，在美国UC Berkeley、美国Utah大学、美国ORNL国家实验室、德国Max- Planck微结构研究所、日本东北大学和香港科技大学等多个国内外单位工作。